# Варіанти політики щодо цивільного населення Гази (програмний документ)
Варіанти політики щодо цивільного населення Гази (івр. נייר מדיניות : חלופות לדירקטיבה מדינית לאוכלוסייה האזרחית בעזה; датований 13 жовтня 2023 року) — десятисторінковий програмний документ, підготований Міністерством розвідки Ізраїлю, і який пропонує насильно переселити більше 2 мільйонів жителів сектору Газа на єгипетський Синайський півострів. 
У документі, який потрапив до ЗМІ наприкінці жовтня 2023 року, розглядалися та відкидалися дві додаткові альтернативи як недостатні для захисту інтересів безпеки Ізраїлю: дозвіл Палестинській адміністрації керувати сектором Гази та дозвіл там розвиватися новому місцевому уряду. Уряд Ізраїлю применшив значення цього документа як гіпотетичного «концептуального документа» та заявив, що «не було жодного предметного обговорення» документа з представниками служби безпеки. Документ був засуджений палестинцями та негативно вплинув на ізраїльсько-єгипетські відносини. «Варіант С», схвалений у доповіді, широко описували як рівнозначний етнічній чистці.

## Зміст
Документ під назвою «Програмний документ: варіанти політики щодо цивільного населення Гази» був підготовлений Міністерством розвідки Ізраїлю на чолі з Гілою Гамліель. Складається з десяти сторінок і датований 13 жовтня 2023, через шість днів після початку конфлікту Ізаїлю та ХАМАС в 2023.
У документі пропонують три альтернативи, «щоб зробити істотні зміни у громадянській реальності в секторі Газа у світлі злочинів Хамаса, які призвели до війни „Залізні мечі“».

### Варіант A
Перша альтернатива, запропонована в документі, під назвою «Варіант А», пропонує відновити суверенітет Палестинської автономії в секторі Газа. Документ відкидає цю альтернативу, оскільки вона вважалася б неефективною у стримуванні нападів на Ізраїль, і це була б «безпрецедентна перемога палестинського національного руху, перемога, яка забере життя тисяч ізраїльських цивільних осіб і солдатів і не забезпечує безпеку Ізраїлю». У документі йдеться, що ця альтернатива є «варіантом із найбільшим ризиком».

### Варіант B
Друга альтернатива в документі, Варіант B — створення нового місцевого режиму в Газі як альтернатива ХАМАС — також відкидається як неефективна у стримуванні нападів на Ізраїль, серед інших причин.

### Варіант C
Третій варіант, варіант C, передбачає переселення 2,3 мільйона жителів сектора Газа на Синайський півострів Єгипту. У доповіді пропонується здійснити переміщення населення у три етапи. По-перше, створення наметових містечок на Сінаї на південний захід від сектора Газа, за яким було б створення гуманітарного коридору і, нарешті, будівництво постійних міст на півночі Сінаю. Зона безпеки завширшки кілька кілометрів між Ізраїлем і Єгиптом не дозволила б переміщеним палестинцям повернутися. У документі не вказують, що станеться із сектором Газа після пропонованого переселення.
У документі йдеться, що багато жителів Гази побажали залишити Газу, і пропонують провести кампанію з пропаганди цього плану серед жителів Гази з такими гаслами, як «Аллах подбав про те, щоб ви втратили цю землю через керівництво ХАМАС — немає іншого вибору, крім переїхати в інше місце за допомогою своїх братів-мусульман».
У документі передбачається, що Єгипет, Туреччина, Катар, Саудівська Аравія та Об'єднані Арабські Емірати могли б підтримати цей план фінансово або прийнявши палестинських біженців як громадян. Канада також вважається можливим місцем переселення біженців через її «м'яку» імміграційну практику.
У документі йдеться, що згідно з міжнародним правом Єгипет буде зобов'язаний дозволити переміщення населення, і пропонують, щоб Сполучені Штати чинили тиск на Єгипет та інші країни, щоб вони прийняли біженців.
У документі йдеться, що ця альтернатива є вагомішою, оскільки вона найкраще підходить для безпеки Ізраїлю і «принесе позитивні та довгострокові стратегічні результати».
У документі визнається, що ця пропозиція «може бути складною з точки зору міжнародної легітимності», і зазначено: «За нашою оцінкою, бойові дії після евакуації населення призведуть до менших жертв серед цивільного населення порівняно з тим, що можна було б очікувати, якщо б населення не було евакуйовано».

## Публікація та реакція
Про існування документа вперше повідомив Калькаліст 24 жовтня 2023. Він був вперше опублікований повністю в журналі Local Call (Сіха мекоміт) 28 жовтня 2023. Цей документ не призначався для поширення серед громадськості чи преси.
Прем'єр-міністр Ізраїлю Біньямін Нетаньяху применшив значення доповіді, назвавши її гіпотетичним «концептуальним документом».
Доповідь посилила напруженість в ізраїльсько-єгипетських відносинах і викликала засудження з боку палестинців, для яких він відродив спогади про Накба .